# Jogo do bicho
Jogo do bicho (brasiliansk portugisiska: ['ʒoɡʊ dʊ 'biʃʊ]) ’djurspelet’, är ett olagligt men mycket populärt lotteri i Brasilien där ett djur representerar varje nummer. Det skapades år 1892 för att locka besökare till Rio de Janeiros djurpark. Idag omsätter spelet många miljoner och spelas varje dag över hela landet. 
Att spela är enkelt. Spelaren letar upp en försäljare, oftast vid ett försäljningsställe ute på gatan, och satsar valfritt belopp på ett av de 25 djuren eller någon kombination av de 100 numren. Dragningen sker samma dag och därefter betalar försäljningsstället ut eventuell vinst.

## Spelet
Spelet varierar något mellan de olika delstaterna men spelplanen är densamma.

### Spelplanen
Spelplanen består av 25 djur. De är placerade i bokstavsordning och varje djur har även ett gruppnummer från 01 till 25. Varje djur representerar fyra tvåsiffriga lottnummer, dezenas, som också står i ordning, från 01 till 00. Exempel: Det första djuret är struts, avestruz, som har ordningsnummer 01. Strutsen representerar lottnummer 01, 02, 03 och 04.
| Struts (01) 01 \| 02 \| 03 \| 04 avestruz | Örn (02) 05 \| 06 \| 07 \| 08 águia        | Åsna (03) 09 \| 10 \| 11 \| 12 burro   | Fjäril (04) 13 \| 14 \| 15 \| 16 borboleta | Hund (05) 17 \| 18 \| 19 \| 20 cachorro   |
| Get (06) 21 \| 22 \| 23 \| 24 cabra       | Får (07) 25 \| 26 \| 27 \| 28 carneiro     | Kamel (08) 29 \| 30 \| 31 \| 32 camelo | Orm (09) 33 \| 34 \| 35 \| 36 cobra        | Kanin (10) 37 \| 38 \| 39 \| 40 coelho    |
| Häst (11) 41 \| 42 \| 43 \| 44 cavalo     | Elefant (12) 45 \| 46 \| 47 \| 48 elefante | Tupp (13) 49 \| 50 \| 51 \| 52 galo    | Katt (14) 53 \| 54 \| 55 \| 56 gato        | Krokodil (15) 57 \| 58 \| 59 \| 60 jacaré |
| Lejon (16) 61 \| 62 \| 63 \| 64 leão      | Apa (17) 65 \| 66 \| 67 \| 68 macaco       | Gris (18) 69 \| 70 \| 71 \| 72 porco   | Påfågel (19) 73 \| 74 \| 75 \| 76 pavão    | Kalkon (20) 77 \| 78 \| 79 \| 80 peru     |
| Tjur (21) 81 \| 82 \| 83 \| 84 toro       | Tiger (22) 85 \| 86 \| 87 \| 88 tigre      | Björn (23) 89 \| 90 \| 91 \| 92 urso   | Rådjur (24) 93 \| 94 \| 95 \| 96 veado     | Ko (25) 97 \| 98 \| 99 \| 00 vaca         |

### Satsning
Till skillnad från i de flesta reglerade lotterier finns det teoretiskt sett ingen gräns för hur mycket man kan satsa på ett spel. Det kan dock finnas begränsningar för insatser på populära nummer och särskilda datum för att förhindra att banken sprängs. Till exempel numret på den tidigare presidenten Getúlio Vargas grav och att satsa på hästen på Sankt Görans dag, 23 april.
Folktro och skrock påverkar hur många gör sina satsningar. Att ha drömt om vete, mjölk eller en naken kvinna ses som tecken på att man bör satsa på hästen.  Efter en nyhet om att ett tåg i Rio spårat ur kom så många satsningar på tågets registreringsnummer att spelet på de numren begränsades för att inte riskera att spränga banken.
Det finns ett antal olika mer eller mindre komplicerade nummerkombinationer att satsa på och spelen kan skilja sig mellan olika delstater. Några exempel på vanliga spel:
| Spel   | Satsning                                                       | Vad vinner                                     | Vinst                         |
| ------ | -------------------------------------------------------------- | ---------------------------------------------- | ----------------------------- |
| Djur   | Ett djur (en grupp)                                            | Djuret i den aktuella dragningen               | 18 R$ för varje satsad 1 R$   |
| Tio    | Ett tvåsiffrigt nummer                                         | Det sist dragna numret i första dragningen     | 60 R$ för varje satsad 1 R$   |
| Hundra | Ett tresiffrigt nummer                                         | De sista tre siffrorna i första dragningen     | 600 R$ för varje satsad 1 R$  |
| Tusen  | Ett fyrsiffrigt nummer                                         | De fyra siffrorna i någon av dragningarna      | 4000 R$ för varje satsad 1 R$ |
| Hertig | Totalt 8 nummer. (Två djur/grupper eller åtta enskilda nummer) | Fem av dragningarna innehåller något av numren | 300 R$ för varje satsad 1 R$  |

### Dragning
Varje delstat har sin egen dragning. På vardagar finns fyra spelomgångar. Spel på helgdagar varierar.
- Förmiddag, kl. 11:30
- Eftermiddag, kl.14:30
- Kväll, kl. 18:30
- ’Lilla ugglan’, kl. 21:30

En spelomgång innehåller ett antal dragningar. I varje dragning dras en grupp (ett djur) samt två nummer (tiotal) som presenteras tillsammans som ett fyrsiffrigt nummer. Exempel:
1. Grupp: 04 (fjäril). Nummer: 5614
2. Grupp: 05 (hund). Nummer: 7518
3. Grupp: 12 (elefant). Nummer: 4646
4. Grupp: 18 (gris). Nummer: 7670
5. Grupp: 12 (elefant). Nummer: 9947

## Organisation
Organisationen bakom jogo do bicho följer en traditionell hierarki.
- Bankiren finansierar spelet och betalar ut vinsterna.
- Bankchefen förmedlar insatser och vinster mellan bankiren och säljarna.
- Säljarna, som är knutna bankchefen, har inte alltid ett fast försäljningsställe. De finns ofta vid ett enkelt bord eller en fruktlåda på trottoaren men kan ofta kontaktas via telefon eller motorcykelbud som hämtar insatsen.

### Bicheiron, en maktfaktor i lokalsamhället
Bankiren kallas även bicheiro. På många ställen finns en ekonomisk koppling mellan den lokala bicheiron och organisationerna i närheten, till exempel en sambaskola eller fotbollsklubb. De bedriver ofta olika typer av socialt arbete i området som hjälp till fattiga och gamla eller barn- och ungdomsaktiviteter. Verksamheten finansieras då delvis av spelintäkter från jogo do bicho.
Det finns bicheiror som är mycket välkända och har betydande makt i samhället. Den mest berömda var Castor de Andrade som var största finansiär till idrottsföreningen Bangu Atlético Clube och sambaskolan Mocidade. I mitten av 1980-talet ansågs de Andrade vara Brasiliens näst rikaste person. 
Då jogo do bicho står utanför myndighetskontroll finns ständigt misstanke om olaglig ekonomisk verksamhet som penningtvätt och korruption kopplat till spelet.  

## Historia
De första åren efter kejsardömets fall år 1889 präglades av lågkonjunktur, finansspekulation och börsoro. Under den ekonomiska krisen gick handeln dåligt. Butiker försökte hitta olika sätt att locka in kunder och stimulera försäljningen, till exempel genom att ge bort gåvor.
För att få besökarna att komma oftare till Rio de Janeiros nya djurpark startade dess ägare, João Batista Viana Drummond, ett lotteri. Besökarna fick tillsammans med inträdesbiljetten en lott märkt med något av djurparkens 25 djur. Vid dagens slut lottades ett av djuren fram och lotterna med det djuret vann ett pris.
Den höga prissumman, 20 gånger entréavgiften – mer än en månadsinkomst för många arbetare, gjorde lotteriet till en sådan succé att lotter snart började säljas även utanför parken. De oberoende spelorganisatörerna, ’bankirerna’, utvecklade spelet och lade till lottnummer för att möjliggöra fler olika sätt att satsa pengar. Att kunna satsa på ett djur och även lägre insatser bidrog ytterligare till att göra spelet populärt bland analfabeter och personer med låg inkomst.
Spelet utanför djurparken motverkade lotteriets syfte att locka besökare. Det förbjöds år 1894 men vid den tiden rådde redan spelfeber i Rio och spelandet gick inte att stoppa. Via ny teknik som telegraf, radio och telefon kunde satsning och vinstdragning kommuniceras snabbare och över större avstånd även till avlägsna delar och vid slutet av 1920-talet fanns spelet över hela Brasilien.
Idag är jogo do bicho, trots att det fortfarande är olagligt, ett mycket populärt lotteri som kan spelas överallt. Oftast hos gatuförsäljare men även till exempel däckverkstäder, kiosker och motorcykelbud över hela landet tar emot satsningar. Det går även att spela på nätet.

### Lagligt spel i Paraíba
Endast i delstaten Paraíba har jogo do bicho spelats lagligt under en period (enligt delstatens egna lagar). Delstatens lotterienhet skötte då dragningarna och tog ut en avgift av lottförsäljarna. Spelmyndigheten i Paraíba, Loteria do Estado da Paraíba (LOTEC) driver nu ett eget lotteri som följer den federala lotterilagen.

## Kultur och folktro
Det finns många exempel på hur spelet, djuren och numren i jogo do bicho påverkat språk och kultur i Brasilien.

### Homosexualitet och nummer 24
En del brasilianare undviker i det längsta att bli förknippade med nummer 24 då numret anses representera homosexualitet. 
Djur nummer 24 på spelplanen i jogo do bicho är rådjuret. Ordet för rådjur på portugisiska är veado, samma ord som (ofta nedsättande) även kan beteckna en homosexuell man. Denna koppling gör att vissa undviker numret 24 på olika sätt. Några exempel: 
- Istället för att fira sin 24:e födelsedag firar man 23+1. Det säljs till och med tårtljus formade som 23+1.
- Många fotbollslag (även det brasilianska landslaget) använder inte spelartröja 24. I internationella mästerskap tvingas spelare motvilligt ändå bära numret.[9]
- Kandidater till politiska poster använder traditionellt inte nummer 24 i sina valkampanjer för att inte förknippas med gayrörelsen. De senaste åren finns dock flera exempel på kandidater som tvärt om utnyttjat numret för att tydligt visa sitt stöd för HBTQ-rörelsen.[10]

I Brasilien har de officiella bilarna till högre politiska poster särskilda registreringsskyltar, till exempel ”Republikens senator 0012”. Senator 0024 finns dock inte. 

### Zebran vann!
I Brasilien betyder "det blev zebran" att något mycket oväntat eller till och med omöjligt inträffat. Särskilt inom sportvärlden när en otippad deltagare vinner.
Uttrycket härstammar från en intervju inför en match i distriktmästerskapet i fotboll i Rio de Janeiro 1964. Gentil Cardoso, tränare för Portuguesa (RJ), kommenterar i intervjun sitt lags chanser mot favoriterna Vasco da Gama med "som att spela på zebran". (Det finns ingen zebra på spelplanen i jogo do bicho.)
Portuguesa vann med 2–1 och "zebran vann" blev ett uttryck för att det omöjliga inträffade, en skräll.